# Annaëlle Deshayes

a Compétitions nationales et continentales officielles uniquement.

b Matchs officiels uniquement.
Dernière mise à jour le 23 avril 2024.
Annaëlle Deshayes, née le 16 mars 1996, est une joueuse internationale française de rugby à XV occupant le poste de pilier. Elle joue au Stade bordelais et en équipe de France.
Avec son club, elle est triple championne de France, en 2023, 2024 et 2025.

## Biographie
Annaëlle Deshayes commence le rugby au Rugby club yvetotais en Seine-Maritime. Son père, Didier, ancien rugbyman et responsable du club, suit avec attention le parcours de sa fille.
Elle honore sa première cape internationale en équipe de France le 9 novembre 2016 contre l'Angleterre lors de la tournée d'automne 2016. En 2017, elle est retenue dans le groupe pour disputer la coupe du monde 2017 en Irlande,,. Elle est élue dans le quinze type du tournoi à l'issue de la compétition, pendant laquelle elle marque deux essais.
Elle quitte l'Ovalie caennaise à la fin de la saison 2016-2017 pour s'engager avec l'AS Rouen UC.
Le 9 décembre 2017, elle est élue au comité directeur de la Ligue régionale Normandie de rugby au sein de liste menée par Dominique Barthélémy, unique candidat et président sortant du comité Normandie de rugby. Après son transfert à Lyon, elle ne sollicite pas de nouveau mandat en 2020.
En novembre 2018, elle fait partie des 24 premières joueuses françaises de rugby à XV qui signent un contrat fédéral à mi-temps. Son contrat est prolongé pour la saison 2019-2020.
En 2020, elle quitte l'AS Rouen UC et rejoint le Lyon olympique universitaire rugby.
Elle est marraine de l’association « Les Mille et un Sourires de Valentine » et participe à des événements rugbystiques au profit de cette association.
En 2021, elle est sélectionnée par Annick Hayraud pour faire partie de l'équipe de France,,.
Elle fait partie des joueuses de rugby classées dans le XV féminin de l'année 2021 de World Rugby avec Zoe Aldcroft, Sarah Bern, Caroline Boujard, Poppy Cleall, Abby Dow, Caroline Drouin, Stacey Fluhler, Jasmine Joyce, Safi N'Diaye, Karen Paquin, Beatrice Rigoni, Laure Sansus, Agathe Sochat , Abbie Ward.
En 2022, elle est sélectionnée par Thomas Darracq pour disputer la Coupe du monde en Nouvelle-Zélande.
Avec son équipe du Stade bordelais elle remporte le championnat de France Élite 1 2022-2023 : elle participe notamment à la finale victorieuse des Lionnes contre le Blagnac rugby féminin, qui conclue une saison de douze victoires en treize matchs. En 2024 elle conserve le titre national avec le Stade bordelais : elle a participé à onze des treize rencontres du championnat, dont les trois matchs de la phase finale,.
Blessée, elle n'est pas convoquée en équipe de France pour le WXV 2024 ni pour le Six nations. Le 31 mai 2025, elle remporte à nouveau le Championnat de France avec le Stade bordelais. Au mois de juillet, elle fait partie du groupe retenu pour disputer la Coupe du monde.

## Palmarès

### En club
- Vainqueur du championnat de France en 2023 , 2024 et 2025 avec le Stade bordelais

### Distinctions
- Retenue par World Rugby dans la « Dream Team féminine de l'année » au poste de n°1 en 2021[25].